# Iona Brown
Pour les articles homonymes, voir Brown.
Iona Brown (Salisbury, le 7 janvier 1941 - Salisbury, le 5 juin 2004) était une violoniste et une cheffe d'orchestre britannique.

## Biographie
Ses parents Antony et Fiona étaient également musiciens, son frère Timothy était cor solo de l’orchestre symphonique de la BBC, son frère Ian était pianiste et sa sœur Sally violoniste dans l’orchestre symphonique de Bournemouth.
De 1963 à 1966, Iona Brown est membre du Philharmonia Orchestra. En 1964, elle rejoint l’Academy of St. Martin in the Fields comme violon solo puis cheffe d'orchestre en 1974. Elle quitte l’Académie en 1980 tout en continuant à collaborer avec elle jusqu’à la fin de sa vie. 
En 1981, elle devient directrice artistique de l’orchestre de chambre de Norvège. De 1987 à 1992, elle est directrice musicale de l'Orchestre de chambre de Los Angeles. De 1985 à 1989, elle est également premier chef invité du City of Birmingham Symphony Orchestra. Souffrant d’arthrite, elle arrête sa carrière de violoniste en 1998 et se consacre uniquement à la direction d'orchestre. Durant les dernières années de sa carrière, elle est cheffe de l’orchestre symphonique du Sud Jutland au Danemark.
De 1968 à 2004 Iona Brown vivait dans le village de Bowerchalke dans le Wiltshire. Elle a été reçue dans l’Ordre de l’Empire Britannique  OBE en 1986.
Brown décède d’un cancer en 2004 à 63 ans à Salisbury. Elle se maria deux fois. Son second mari se nommait Bjorn Arnils.